# Половко, Иван Кириллович
Иван Кириллович Половко (20 июля 1887 — 24 апреля 1967) —  украинский и советский метеоролог, климатолог, геофизик, кандидат физико-математических наук, профессор Киевского национального университета имени Тараса Шевченко.

## Биография
Родился 20 июля 1887 года в Ичне, ныне Черниговской области. В 1912 году закончил физический факультет Киевского императорского университета и с этого года оставлен работать на факультете. Одновременно с 1912 по 1936 год работал в метеорологической обсерватории при университете (ныне — Центральная геофизическая обсерватория (Центральна геофізична обсерваторія). В 1919 году был зачислен в аспирантуру университета. В обсерватории продвигался по всем ступенькам служебной лестницы: наблюдателя, лаборанта, ассистента, старшего ассистента, геофизика, старшего геофизика, начальника обсерватории.
С 1937 года переходит работать на географический факультет университета и до 1941 года занимает должность профессора, заведующего кафедры физической географии. В 1949 году назначается заведующим кафедры метеорологии и климатологии географического факультета, где работает в данной должности до 1953 года. В 1953-1956 годах — профессор кафедры.

## Награды
- Медаль «За доблестный труд в Великой Отечественной войне 1941—1945 гг.»

## Научные труды
В сферу научных интересов Ивана Головко входили общая метеорология, атмосферное электричество, климаты земли и климаты Украины.
Среди основных научных работ учёного:
- Кліматичні елементи Києва (1881–1930). Киев, 1937.  (укр.)
- Клімат Української РСР: Короткий нарис. Киев, 1958. (в соавторстве).  (укр.)
- Пособие к практическим занятиям по метеорологии. Киев, 1953.